# Françoise Denoyelle
Pour les articles homonymes, voir Denoyelle.
 (mai 2017).
Françoise Denoyelle (née à Tergnier, Aisne) est historienne de la photographie, professeur des universités à l'École nationale supérieure Louis-Lumière, professeur associé, Université de Paris 1 Panthéon-Sorbonne, commissaire d’expositions et expert, notamment auprès de la cour d’appel de Paris.

## Biographie
Après des études au lycée de Laon, Françoise Denoyelle est l’élève d’Alain Badiou, d’Henri Mitterand et de Michel Sanouillet à la Faculté de lettres de Reims. Elle voyage en Europe de l’Est et en Asie et s’installe à Paris en 1973. 
Françoise Denoyelle est diplômée en lettres modernes, de l’université de Reims et diplômée en histoire de l’université de Paris III - Sorbonne Nouvelle. 
Elle a soutenu une thèse en histoire en 1991 : Le marché et les usages de la photographie à Paris pendant l’entre-deux-guerres, sous la direction de Pierre Sorlin, professeur à l’Université de Paris III, Prix John Jaffé en 1992, décerné par la Chancellerie des universités de Paris, section lettres et sciences humaines. 
Elle a également soutenu une thèse d'habilitation à diriger des recherches en 2001 : La photographie sous le régime de Vichy. Production, diffusion des photographies et organisation de la profession. Aryanisation des entreprises parisiennes de photographie, sous la direction de Jean-Pierre Esquenazi, professeur à l’Université de Lyon III. 
Elle enseigne à l'École nationale supérieure Louis-Lumière depuis 1989 ; et en tant que professeur des Universités depuis 2003. Elle a été maître de conférences, à l’Université Lille I, de 1993 à 1997.
De 2003 à 2015, elle est la présidente du collectif de photographes : Le Bar Floréal Photographie.
Depuis 2004, elle est membre du Comité des donateurs et ayants droit de l’ex-patrimoine photographique, direction de l'Architecture et du Patrimoine, Ministère de la Culture et de la Communication. De 2004 à 2011 elle fut la présidente de l’Association de défense des donateurs et ayants droit de l’ex-patrimoine photographique.
Depuis 2009, elle est expert près la Cour d'appel de Paris (photographie). Depuis 2012, elle est présidente de l’Association pour la promotion des fonds photographiques. Elle est experte près l’Agence d'évaluation de la recherche et de l'enseignement supérieur (AERES), l’Agence nationale de la recherche (ANR) et au conseil scientifique de la ville de Paris.
Elle est l’auteur de nombreux ouvrages et préfaces. Elle est membre du comité de lecture puis du comité scientifique d’Études photographiques, revue éditée par la Société française de photographie ; membre du comité de lecture du Cahier Louis-Lumière, revue éditée par l’ENS Louis-Lumière. 
Elle est rédactrice en chef depuis sa création en 1998 de la revue numérique Du sel au pixel, réalisée par les étudiants de l’ENS Louis-Lumière dans le cadre des Rencontres internationales de la photographie d’Arles puis du Mois de la Photo à Paris.

## Publications

### Principaux ouvrages
- François Kollar (co-écrit avec Patrick Roegiers et Dominique Baqué), Éditions du Ministère de la culture/Association pour la diffusion du patrimoine photographique, 1989.
- Studio Harcourt, Paris, La Manufacture, 1992, 104 p.
- Spectacles, Paris, Marval, 1995, 198 p.
- François Kollar. Le choix de l’esthétique, Paris, La Manufacture, 1995, 102 p.
- La Lumière de Paris, Tome I : Le marché de la photographie. Tome II : Les usages de la photographie, Paris, L’Harmattan, 1997, 211 p. et 365 p.
- La photographie d'actualité et de propagande sous le régime de Vichy, Paris, CNRS Éditions, coll. « CNRS histoire », 2003, 420 p. (ISBN 978-2-271-06131-7, présentation en ligne).
- Karm El-Zeitoun, Beyrouth, Alba, 2003, 86 p.
- L’habitat lieu de vie, direction avec Rolan Ménégon, Paris, ESH, 2004, 107 p.
- Le Bar Floréal Photographie, Photographies de Bernard Baudin..., Paris, Créaphis, 2005, 323 p.
- Pharmacosmos, Photographies de Jean-Claude Ballot, Paris, Créaphis, 2005, 64 p.
- Pékin 1966, Photographies de Solange Brand, Rennes, L’œil électrique, 2005, 90 p. Mention spéciale Prix Nadar[10].
- La photographie humaniste 1945-1968, autour d’Izis, Boubat, Brassaï, Ronis…, en collaboration avec Laure Beaumont-Maillet et Dominique Versavel, Paris, Bibliothèque nationale de France, 2006, 184 p[11].
- Le Front populaire des photographes, préface de Jean-Noël Jeanneney, en collaboration avec François Cuel et Jean-Louis Vibert-Guigue, Paris, Terre Bleue, 2006, 224 p.
- Harcourt 1934-2009, Paris, Nicolas Chaudun, 2009, 156 p. Réédition en 2012[12].
- La Dynastie des Terraz. Joseph, Georges, Georges II, Pierre, Paris, Terre Bleue, 2010, 24 p.
- Le Siècle de Willy Ronis, Paris, Terre Bleue, 2012, 432 p.
- Boris Lipnitzki le Magnifique, Paris, Nicolas Chaudun, 2013, 220 p.
- La Vie mène la danse, Paris, Textuel, édition annotée de l’autobiographie de Germaine Krull, 2015.
- Jean Marquis, avec Françoise Denoyelle, Jean Marquis : Un Regard Lumineux : Salon de la Photo 2016, Paris, Comexposium - Salon de la Photo de Paris, 2016, 96 p. (ISBN 978-2-9546818-2-5)
- André Malraux, Portraits choisis par Françoise Denoyelle, Paris, 11-13 éditions, 2017, 99 p. (ISBN 979-10-91004-32-9)
- Arles, les Rencontres de la photographie : une histoire française, Paris, Art book magazine ; Arles : les Rencontres de la photographie, 2019, 256 p. (ISBN 978-2-8216-0128-4, BNF 46536083)
- Arles, les Rencontres de la photographie : 50 ans d'histoire (corpus d'œuvres établi par Sam Stourdzé), Paris, Éditions de La Martinière, 2019, 283 p. (ISBN 978-2-7324-9088-5, BNF 45749865)
- Jean Dieuzaide Soixante ans de photographie, Paris, Éditions de Juillet, en co-édition avec la galerie du Château d’Eau de Toulouse, 2021 (ISBN 978-2-36510-099-1)

### Œuvres collectives (2004-2020)
- Capa connu et inconnu, "De l’errance à l’épopée lyrique. Naissance d’un mythe", Paris, Bibliothèque nationale de France, 2004, p. 49-65. Édition allemande, Berlin, Nicolai, 2005, p. 66-85.
- Ordre et désordre : schème fondamental dans la vision et l’écriture d’André Malraux, "André Malraux et Germaine Krull, une amitié dans le Siècle", Paris, Les Éditions Buissonnières, 2005, p. 240-253.
- La photographie publicitaire en France. De Man Ray à Jean-Paul Goude, "Photographie et publicité. Les promesses d’un art nouveau 1919-1939", Paris, Les Arts décoratifs, 2006, p. 9-25.
- Gastronomie et identité culturelle française. Discours et représentations, "La France à table. Entre gastronomie et tourisme, une photographie d’auteur pour une revue d’exception", Paris, Nouveau monde, 2007, p. 203-214.
- Revoir Henri Cartier-Bresson, "Les conditions d’émergence des premières photographies, 1932-1939", Paris, Textuel, 2009, p. 302-319.
- Notice "Photographie", Dictionnaire d‘histoire culturelle de la France contemporaine, sous la direction de Christian Delporte, Jean-Yves Mollier, Jean-François Sirinelli, Paris, PUF, 2009, p. 625-628.
- Zoom sur la photographie de presse dans la première moitié du XXe siècle, "Naissance du reportage et usage de la photographie dans la presse française, 1900-1950", Perpignan, AAGVP, 2009, p. 11-30.
- Crise de l’information, crise du journalisme, crise du photojournalisme, "Le Consommateur d’images en 2008", Paris, Ministère de la Culture et de la Communication, Délégation aux Arts plastiques, 2009, p. 14-22.
- L’Impossible photographie. Prisons parisiennes 1851-2010, sous la direction de Catherine Tambrun, "Henri Manuel, Louis Harlingue. Quand les photographes se font visiteurs de prisons", Paris, musée Carnavalet, Paris Musées, 2010, p. 204-210.
- L'art en guerre France 1938-1947, sous la direction de Laurence Bertrand Dorléac et Jacqueline Munck, "Photographie Nouveaux destins de la photographie française", Paris, Musée d'Art moderne de la ville de Paris, Paris-Musées 2012, p. 406-407.
- Voici Paris Modernité photographique 1920-1950, sous la direction de Quentin Bajac et Clément Chéroux, "Amitiés et réseaux des photographes parisiens dans les années 1930", Paris, Centre Pompidou, 2012, p. 42-55
- Paris Libéré Photographié Exposé - Freed Photographed Exihibited - Befreit Fotografiert Ausgestellt sous la direction de Catherine Tambrun, "La Photographie en France pendant la Seconde Guerre mondiale - Photography in France during the Second World War - Die fotografie in Frankreich während des Zweiten Weltkrieges" ; "François Boucher, un conservateur dans la Résistance - A curator in the Resistance - Ein Konservator in der Resistance" p. 51-96, "Roger Schall", "La propagande de Vichy - Vichy Propaganda - Die Propaganda von Vichy", "Fama", "DNP" p. 130-151, "Robert Doisneau" p. 216-217, "Serge de Sazo" p. 234-235, "René Zuber" p. 240-241, "Jean Séeberger" p. 260-261, "Robert Cohen" p. 272-273, "Henri Cartier-Bresson" p. 280-281, "Jean Roubier" p. 284-285, "LAPI" p. 288-289, "Robert Capa" p. 304-305, "Pierre Jahan" p. 362-363, "Louis Silvestre" p. 376-377, Paris, Musée Carnavalet, 2014[13].
- Ouvrage collectif, Raymond Depardon, photographe militaire (1962-1963), Paris, Coédition Gallimard / Ministère des armées, 2019, 208 p. (ISBN 9782072838514, lire en ligne)
- Les archives de la planète, Musée départemental Albert Kahn, Paris, Lienart éditions, 2019, 479 p. (ISBN 978-2-35906-263-2)

## Commissariat d’expositions
- « À propos du corps et de son image », Centre culturel de Brétigny-sur-Orge, 1983.
- « Raoul Hausmann. Photographies », Centre culturel de Brétigny-sur-Orge, 1984.
- « François Kollar et La France travaille », Centre régional de la photographie du Nord Pas-de-Calais, 1985.
- « La photographie fait le mur », Galerie Feeling, Paris, 1986.
- « La traversée de Belleville », de Willy Ronis, mairie du XXe arrondissement et Galerie Le bar Floréal, Paris, 1990.
- « Georges Marchand photographe », Galerie Le bar Floréal, Paris, 1992.
- « Images de clowns 1930-1950 », de François Tuefferd, Centre culturel de Tergnier, 1994.
- « Le Studio Chevojon », la Maison de La Villette, Paris, 1995.
- « Une Histoire de la photographie, les collections du musée de Bièvres », Galerie du Théâtre de l’Agora, Évry, 1996.
- « Emmanuel Sougez », Galerie du Théâtre de l'Agora, Évry, 1998.
- « Les temps superposés », Centre culturel français, Beyrouth, 2002.
- « Karmel El-Zeitoun », Académie libanaise des Beaux-Arts, Université de Balamand, Beyrouth, Liban, 2003.
- « Robert Capa connu et inconnu » avec Laure Beaumont-Maillet, Bibliothèque nationale de France, 2004 et Martin-Gropius-Bau à Berlin, 2005[14].
- «  Du sel au Pixel », ENS Louis-Lumière et le Centre de conservation du livre dans le cadre des Rencontres internationales de la photographie à Arles, 2002 - 2007.
- « La photographie humaniste 1945-1968 » avec Laure Beaumont-Maillet, Bibliothèque nationale de France, 2006.
- « Retour en Lorraine par les photographes du bar Floréal Photographie », Maison des Métallos, Mois de la photo à Paris, 2008 et La Roseraie de Mont-Saint-Martin, Mont-Saint-Martin, 2009.
- « Des clics sur la France d’hier », aire de Gourville - A 11, dans le cadre de la célébration du cinquantenaire, Ministère de la Culture et de la Communication, 2009.
- « Jean Mounicq 50 ans de photographie, Rétrospective de 300 photographies », Galerie de L’Escale et Médiathèque Gustave-Eiffel, Levallois, 2012.
- « Europe - Europe(s) », Alliance française Bruxelles, 2013.
- « Le Front Populaire en photographie », exposition présentée à l'Hôtel de Ville de Paris, salle Saint-Jean, du 19 mai au 23 juillet 2016[15].
- « Jean Dieuzaide - Soixante ans de photographie », Couvent des Jacobins, Toulouse, 2021[16].
- « Elles et leurs regards sur la Chine 1949-1968 » de Solange Brand, Dominique Darbois et Eva Siao, Vieille Église, Mérignac, 2022[17],[18].

## Distinctions
- Chevalier de l'ordre des Arts et des Lettres
- Chevalier de l'ordre des Palmes académiques.
- Officier dans l’ordre des arts et lettres (arrêté du 29 octobre 2021 portant nomination et promotion dans l'ordre des Arts et des Lettres - NOR : MICA2135499A)[19]